# 里镇
里村（法語：Ri，法語發音：[ʁi] ⓘ）是法国奥恩省的一个市镇，位于该省北部偏西，属于阿让唐区。

## 地理
里村（48°47'27"N, 0°8'16"W）面积7.39 平方千米，位于法国诺曼底大区奧恩省，该省份为法国西北部内陆省份，北起顺时针与卡爾瓦多斯省、厄尔省、厄尔-卢瓦省、萨尔特省、马耶讷省和芒什省接壤。
与里村接壤的市镇（或旧市镇、城区）包括：科莫、阿布洛维尔、罗奈、奥恩河畔蒙。
里村的时区为UTC+01:00、UTC+02:00（夏令时）。

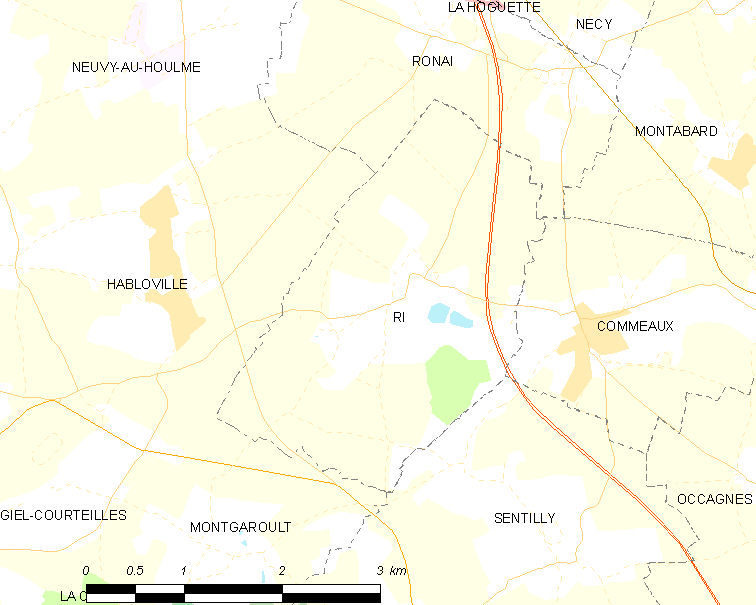
里村的OSM定位图

## 行政
里村的邮政编码为61210，INSEE市镇编码为61349。

## 政治
里村所属的省级选区为阿让唐第一县。

## 人口

1962-2008年间里村人口变化图示

里村于2022年1月1日时的人口数量为157人。